# Zoutelande

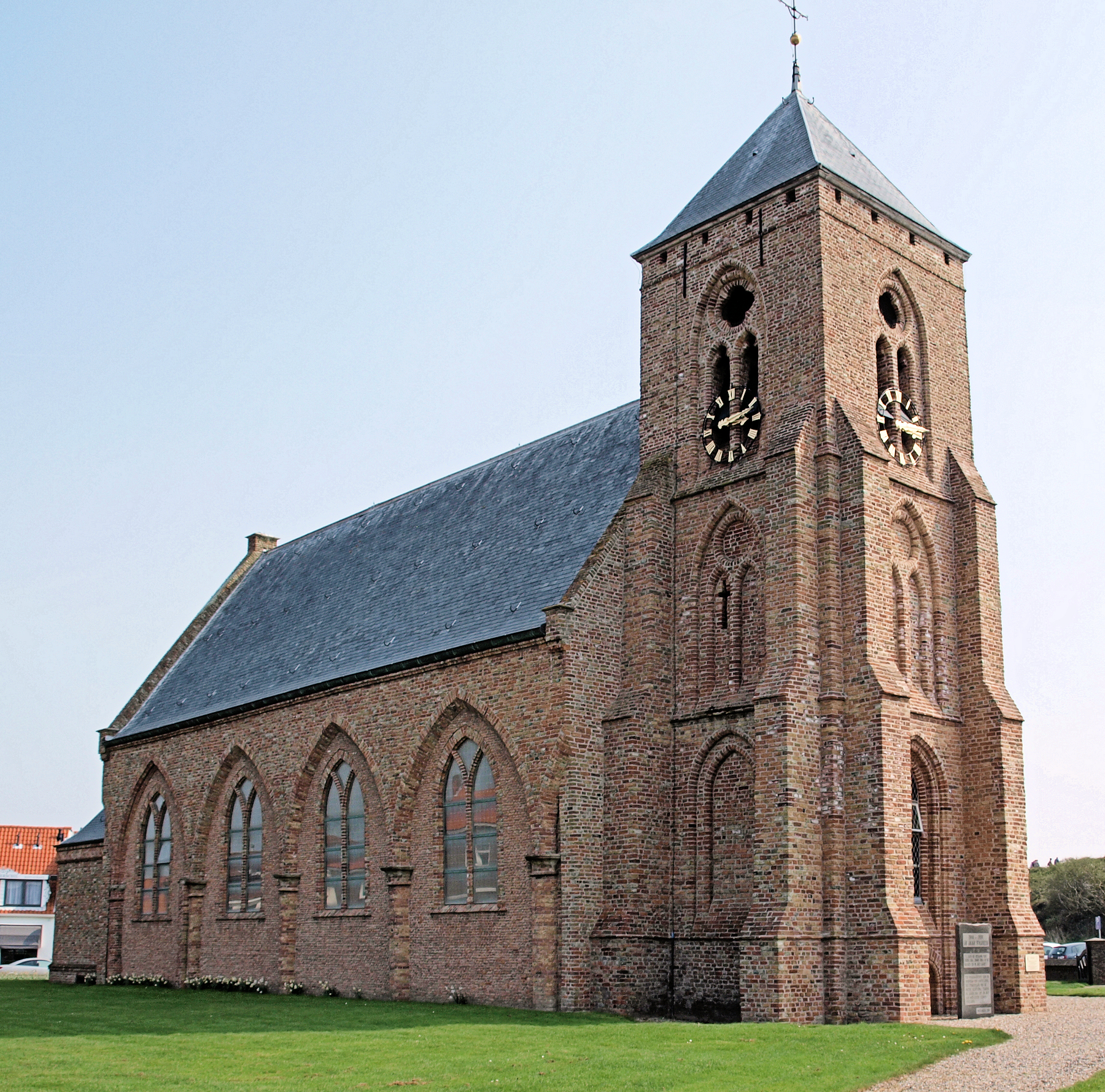
Catharinakerk van noordzijde gezien met de oude kolommen zichtbaar

Zoutelande (Zeeuws: Zóetelande) is een dorp in de gemeente Veere in de Nederlandse provincie Zeeland, gelegen op het voormalige eiland Walcheren. Op 1 januari 2023 had het 1.630 inwoners. De kustplaats ligt tussen Dishoek en Westkapelle in. Van oudsher is Zoutelande voornamelijk een boerendorp, en was de landbouw en de daaraan gekoppelde activiteiten de belangrijkste economische activiteit. Dit karakter veranderde langzaam maar zeker door de toenemende vraag naar strandrecreatie sinds ongeveer midden 19e eeuw.
Evenals Domburg was Zoutelande rond 1900 geliefd bij Nederlandse kunstschilders. Tot 1966 was Zoutelande een zelfstandige gemeente, waarna het tot 1997 deel uitmaakte van de gemeente Valkenisse (Walcheren).

## Geschiedenis
Zoutelande dankt mogelijk zijn naam aan de zilte grond die er lag. Er is evenwel geopperd dat de naam eenzelfde etymologie kan hebben als het naburige Souburg, dat 'zuidburg' betekent. Zoutelande zou dan 'zuidland' betekenen, verwijzend naar de zuidelijke ligging op het eiland, of naar land ten zuiden van een rivier, waarvan de Sprink het overblijfsel is. Mogelijk vormt de plaats met het naburige Hoogelande een deixis die de laatstgenoemde theorie uitsluit en de eerste ondersteunt. Binnen die relatie ligt Zoutelande namelijk niet zuidelijker maar wel lager ten opzichte van Hoogelande. Lager land ligt dichter bij de zee, en is dus zilter.
Zoutelande is verbonden met de naam van Sint-Willibrord. Volgens de overlevering zou hij rond 690 hier een kruis op de grond hebben getekend, waarna er zoetwater opwelde. Deze Willibrordusput zou geneeskrachtig water hebben geleverd en was met name in de middeleeuwen populair.
De parochie Zoutelande is vermoedelijk na 1271 gesticht als dochter van Westkapelle via Werendijke. De kerk van Zoutelande is gewijd aan Sint Catharina en werd in 1279 voor het eerst vermeld. De hervormde parochie omvatte in 1574 ook Werendijke, Sint Janskerke en Boudewijnskerke.
Melis Stoke maakte in 1294 in zijn Rijmkroniek gewag van Zoutelande. Anna van Bourgondië gaf het dorp vele keuren die in 43 artikelen zijn samengevat.
Tijdens de Franse tijd in Nederland hebben de Engelsen getracht bij Zoutelande te landen, maar door de sterke wind werden ze ontscheept bij Fort Den Haak nabij Vrouwenpolder. Wel is het dorp toen onder vuur genomen door de Engelsen. In 1816 werden Sint Janskerke en Boudewijnskerke bij Zoutelande gevoegd. Ook Werendijke maakte er deel van uit.
Evenals in Domburg was Zoutelande rond de eeuwwisseling (20e eeuw) een geliefde plaats voor bekende kunstschilders, onder wie Ferdinand Hart Nibbrig, Piet Mondriaan en Jan Toorop.
Tijdens de Watersnoodramp van 1953 worden de duinen bij Zoutelande zwaar getroffen, maar gelukkig blijft een doorbraak uit en loopt het dorp niet onder water. Na de ramp blijkt dat ca. 1 km van de duinen zodanig verzwakt is, dat er een dijk moet worden aangelegd. Het eerste deel van ca. 375 m is gereed vlak voor de zomer van 1956. Voor het tweede deel moeten diverse huizen afgebroken worden. Eind 1959 is ook dit deel klaar.

## Toerisme
Zoutelande is een op toerisme gerichte badplaats en wordt, samen met het strand van Dishoek en Westkapelle, de Zeeuwse Rivièra genoemd, naar de befaamde Zuid-Franse kust. Dit omdat er weinig andere Nederlandse stranden op het zuiden zijn. Zoutelande behoort tot de meest bezochte badplaatsen aan de Zeeuwse kust; men treft er veel mogelijkheden tot overnachting aan, zowel bij particulieren als in hotels en vakantieparken. Ook is er een uitgebreide middenstand, eveneens toegespitst op de vele (vaak Duitse) toeristen, en geconcentreerd rond een boulevard.
In 1959 werd er een Rooms-katholieke Toeristenkerk geopend voor de Brabantse toeristen. Toen de kosten van onderhoud te groot werden voor de kleine parochie, werd het gebouw in 2022 te koop gezet. Het werd in juni 2023 verkocht aan een ondernemer die er een praktijk voor relatietherapie wil onderbrengen.
In Zoutelande is er 's zomers markt op dinsdagen van 12:00 tot 21:00 uur.

## Monumenten
Zoutelande kent drie rijksmonumenten. De Catharinakerk, de Zoutelandse Molen en de vakantiewoning Santvlught.
Tijdens de Tweede Wereldoorlog maakte Zoutelande deel uit van de Duitse Atlantikwall. Hier werden twee bunkers gebouwd als onderdeel van het steunpunt Lohengrin. Een bunker, type 502, diende als onderkomen voor 20 militairen en de andere was een observatiepost (type 143). Deze laatste is voorzien van een koepel op het dak, dat diende als observatiepunt. De bunkers zijn opengesteld voor bezoek, alleen op de zondagmiddag van april tot en met oktober.

## Wapen

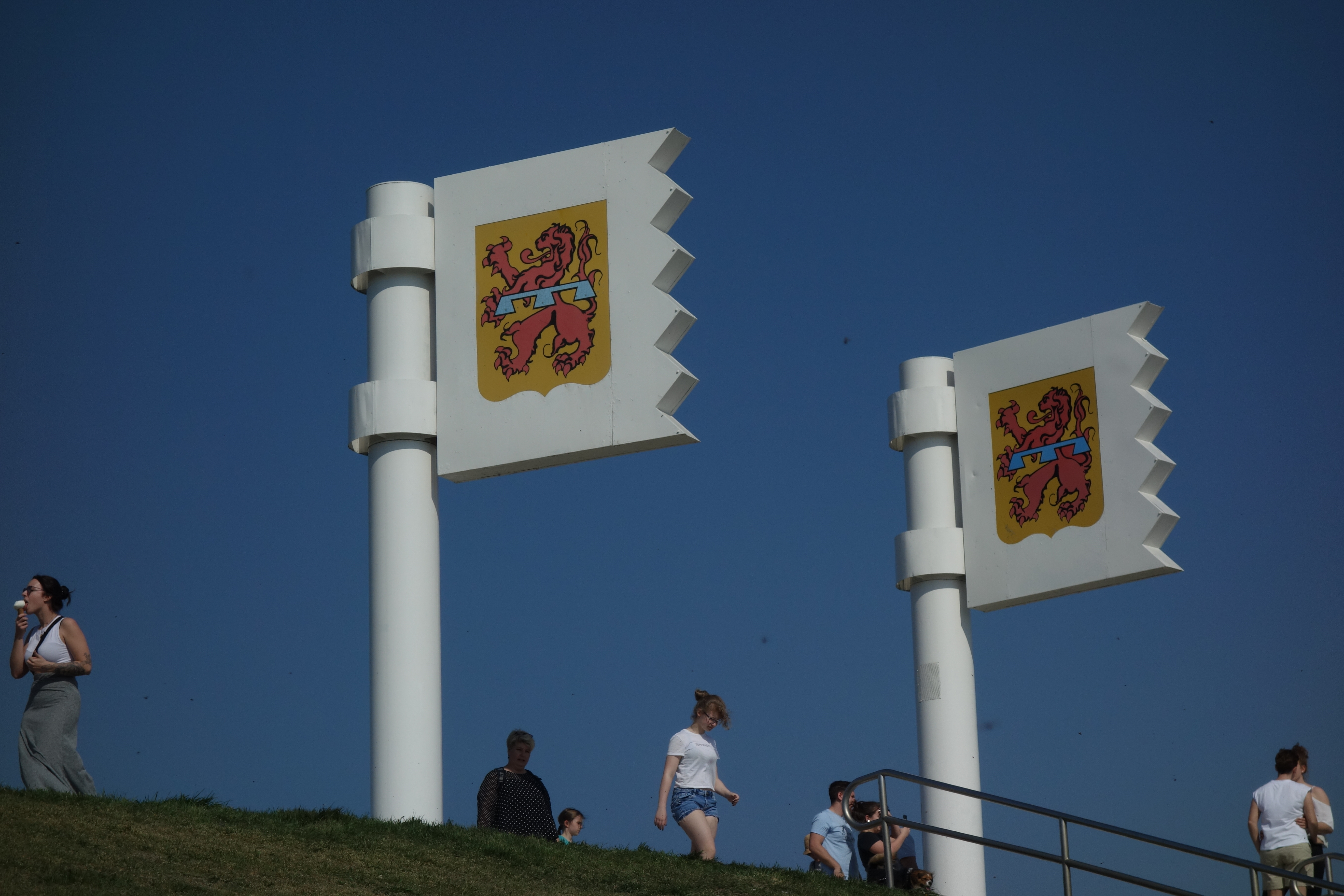
Wapen van Zoutelande

Het wapen van Zoutelande bevat in goud een leeuw van keel (rood), waaroverheen een barensteel van azuur (blauw). Het afgeleid van het wapen van het graafschap Holland, aangezien de heren van Zoutelande pretendeerden verwant te zijn aan de graven van Holland, vandaar ook de barensteel. Het wapen kwam voor in de 17e eeuw en werd op 31 juli 1817 bevestigd als gemeentewapen.

## Geboren in Zoutelande
- Evert Heindricxssen (ca. 1550), zeevaarder en stamvader van de familie Evertsen.
- Jasper Leynsen (ca. 1555), matroos die de admiraalsvlag van De Glimes neerhaalde (1574).
- Johanna Kruit (1940), jeugdboekenschrijfster
- Ad Koppejan (1962), voormalig CDA-Tweede Kamerlid.

## Galerij

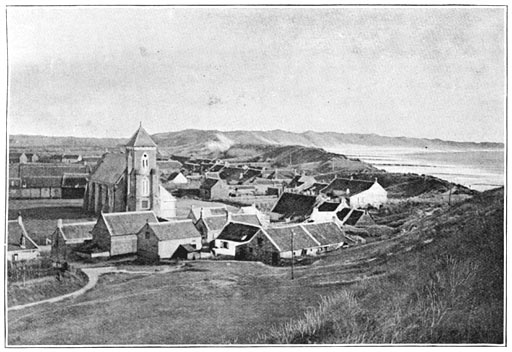
Zoutelande begin 20e eeuw (1906)
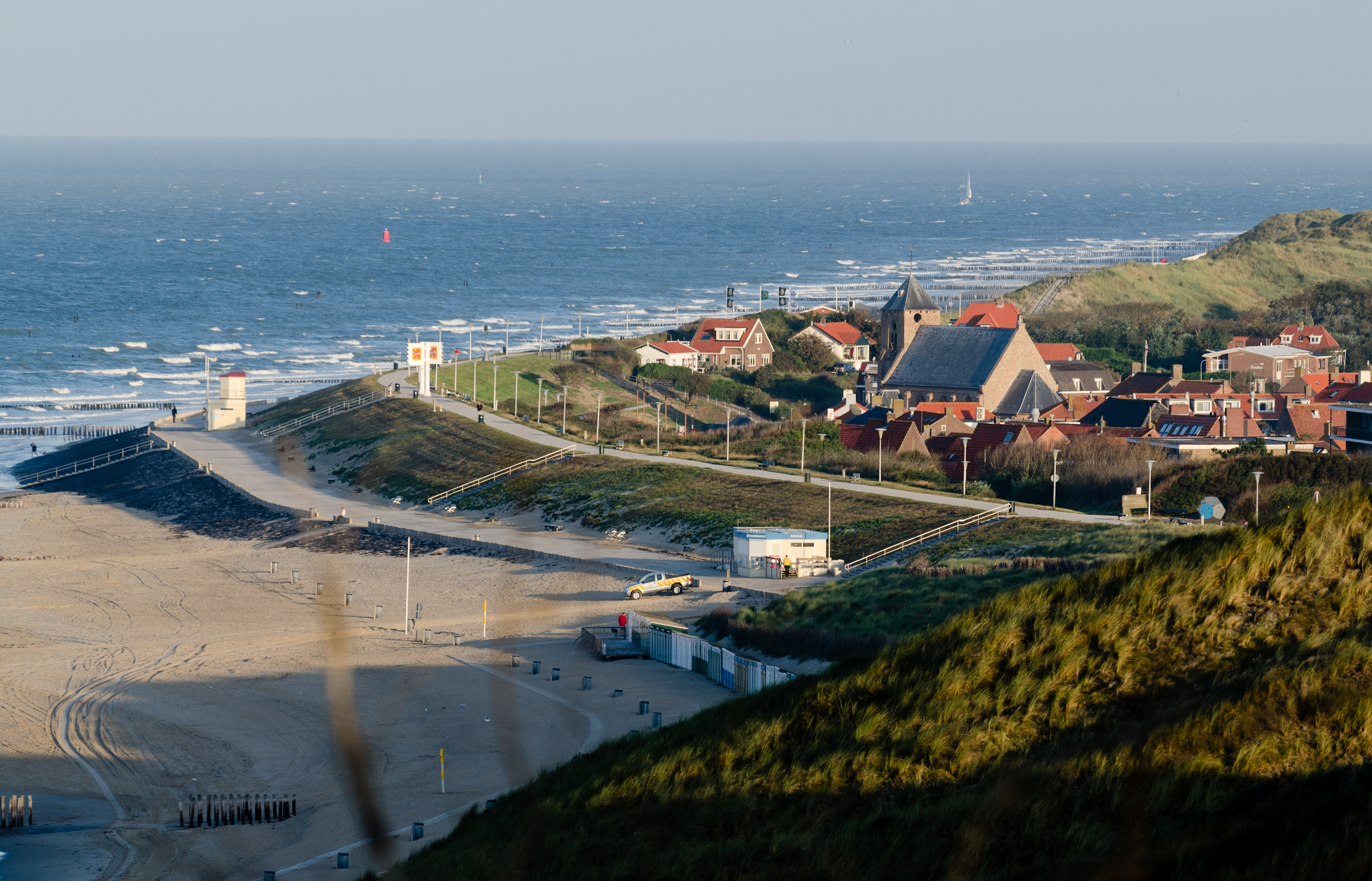
Zoutelande 21e eeuw (2012)
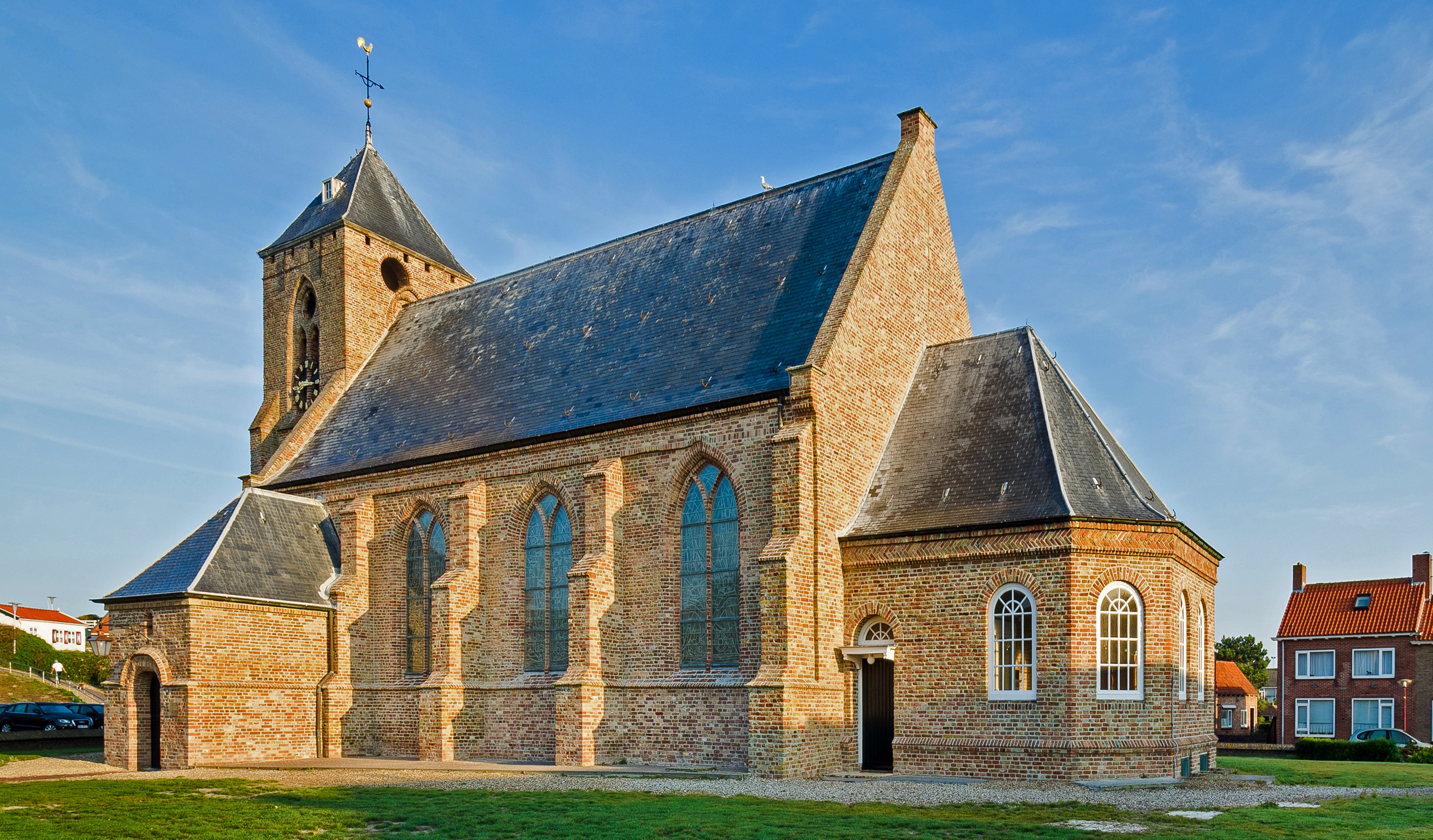
Catharinakerk van zuidzijde gezien
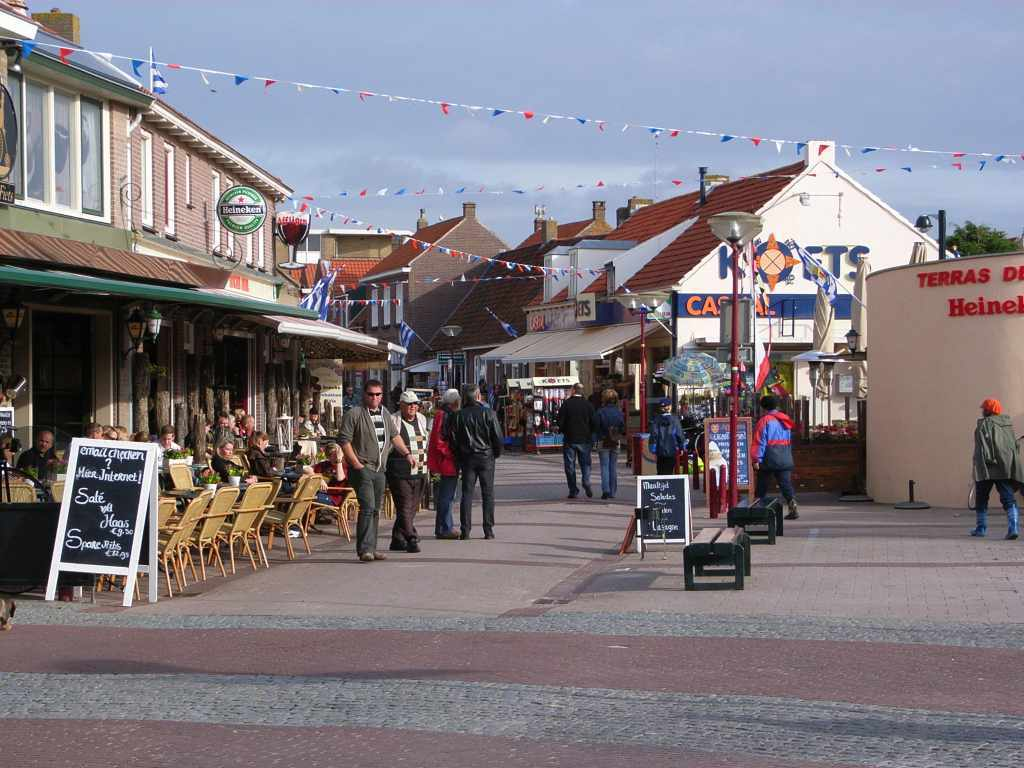
Centrum
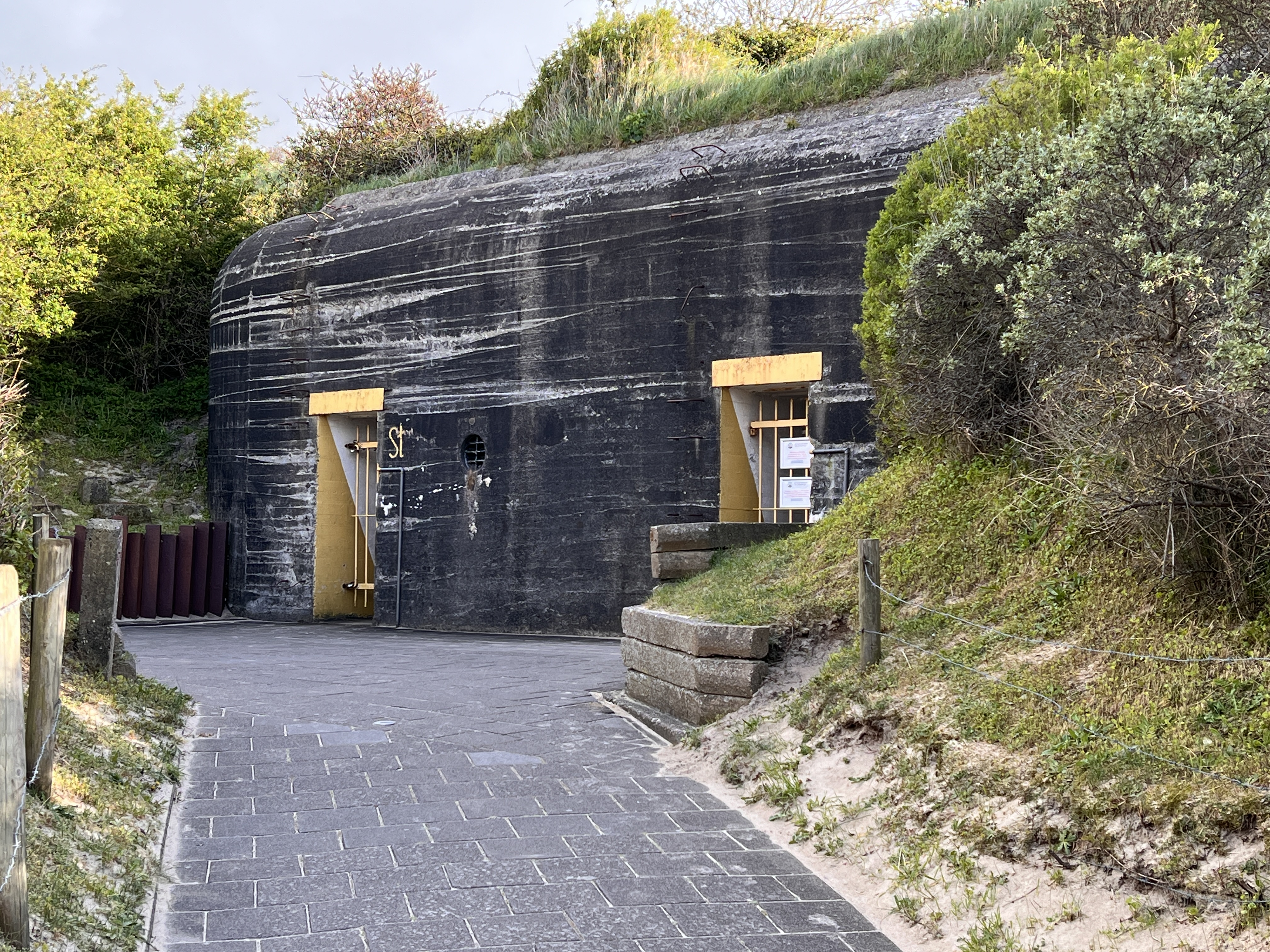
Bunker van de Atlantikwall
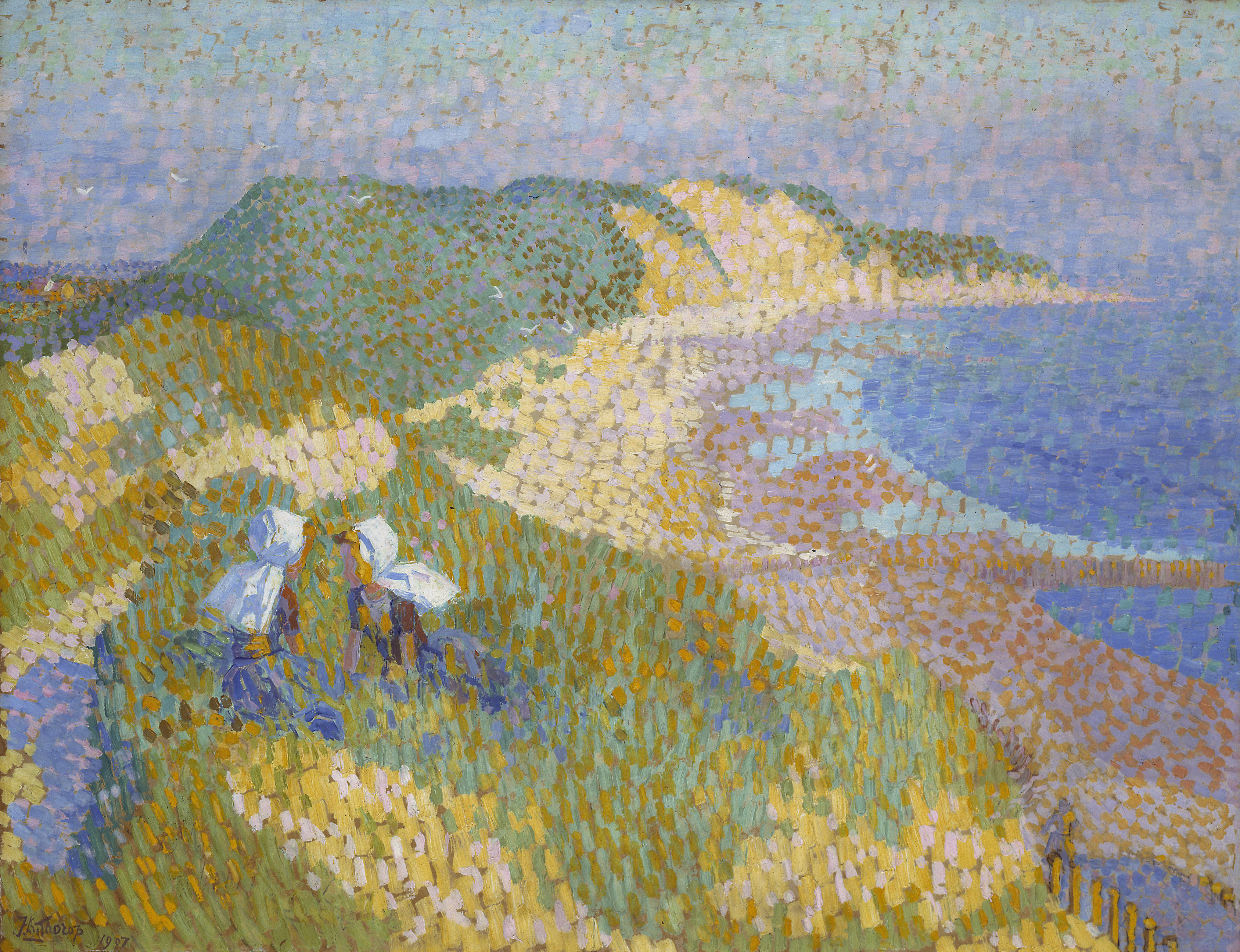
Duinen aan zee bij Zoutelande (Jan Toorop 1907)

## Trivia
In november 2017 heeft BLØF samen met de Belgische zangeres Geike Arnaert een single uitgebracht met de naam Zoutelande. Door dit lied verwierf Zoutelande bekendheid in Vlaanderen.